# Sofía Vergara
Sofía Margarita Vergara Vergara (Barranquilla, 1972. július 10. –) kolumbiai színésznő, televíziós személyiség és modell. A Kay Jewelers ékszergyártócég üzleti partnere.

## Életrajz
Barranquillában született. Apja Julio Enrique Vergara Robayo marhatenyésztő, anyja Margarita Vergara. 17 éves korában fedezték fel Kolumbiában egy strandon. A Pepsi vette be egy reklámba. Spanyol-angol iskolába járt, hogy elsajátítsa az angol nyelvet. Később fogorvosnak tanult egy kolumbiai főiskolán, ide azonban csak 3 évet járt, nem fejezte be tanulmányait a szereplés miatt. 18 évesen férjhez ment fiatalkori szerelméhez, Joe Gonzalezhez, egy fiuk született, Manolo Gonzalez-Ripoll Vergara. Később szerelmük kudarcba fulladt ezért elváltak, majd Los Angelesbe költözött Manolo-val. Itt ismerkedett meg Nick Loebbel aki 2012-ben eljegyezte, de sok nézeteltérés miatt Sofía megszakította kapcsolatukat. 2014-ben megismerkedett Joe Manganiello színész/filmproducerrel, aki eljegyezte karácsonykor Hawaii-n. Esküvőjüket 2015-ben tartották Palm Beach-en, Floridában.
Az igazi áttörést a Modern család című vígjátéksorozat adta neki 2009-ben. Igazi zajos latin anyukát játszik benne, aki védeni akarja fiát mindenáron és rendkívül családcentrikus. Elmondása szerint azért áll ilyen közel hozzá karaktere, mert ő is pont ilyen.
A színészkedés mellett a Kay Jewelers-nek tervez kiegészítő ékszereket. A Kmart amerikai üzleteinek is tervezett ruhákat. Ezek mellett 2014-ben megalkotta saját parfümjét, a Sofía – fragnance by Sofía Vergara-t. A Procter & Gamble reklámarcaként is tevékenykedett.

## Filmográfia

### Film
| Év   | Magyar cím          | Eredeti cím                     | Szerep                              | Magyar hang         | Rendező                 |
| ---- | ------------------- | ------------------------------- | ----------------------------------- | ------------------- | ----------------------- |
| 2002 | Az igazság nevében  | Collateral Damage               | Repülőgép-eltérítő (törölt jelenet) |                     | Andrew Davis            |
| 2002 | Totál káosz         | Big Trouble                     | Nina                                | Pikali Gerda        | Barry Sonnenfeld        |
| 2003 | Nő a köbön          | Chasing Papi                    | Cici                                |                     | Linda Mendoza           |
| 2004 | A 24. napon         | The 24th Day                    | Isabella                            | Roatis Andrea       | Tony Piccirillo         |
| 2004 | Flúgos járat        | Soul Plane                      | Blanca                              | Kiss Virág Magdolna | Jessy Terrero           |
| 2005 | Dogtown urai        | Lords of Dogtown                | Amelia                              |                     | Catherine Hardwicke     |
| 2005 | Négy tesó           | Four Brothers                   | Sofi                                | Pikali Gerda        | John Singleton          |
| 2006 | Süthetjük           | Grilled                         | Loridonna                           | Kéri Kitty          | Jason Ensler            |
| 2006 | Ezt kapd ki!        | National Lampoon's Pledge This! | önmaga                              |                     | William Heins           |
| 2008 |                     | Meet the Browns                 | Cheryl                              |                     | Tyler Perry (1.)        |
| 2009 |                     | Madea Goes to Jail              | T. T.                               |                     | Tyler Perry (2.)        |
| 2011 | Hupikék törpikék    | The Smurfs                      | Odile                               | Pikali Gerda        | Raja Gosnell            |
| 2011 | Szilveszter éjjel   | New Year's Eve                  | Ava                                 | Kéri Kitty          | Garry Marshall          |
| 2011 | Táncoló talpak 2.   | Happy Feet Two                  | Carmen (hangja)                     | Pikali Gerda        | George Miller           |
| 2012 | A dilis trió        | The Three Stooges               | Lydia Harter                        | Bognár Gyöngyvér    | Bobby és Peter Farrelly |
| 2013 | A szörny mentőakció | Escape from Planet Earth        | Gabby Babblebrock (hangja)          | Pikali Gerda        | Cal Brunker             |
| 2013 | Bérgavallér         | Fading Gigolo                   | Selima                              | Pikali Gerda        | John Turturro           |
| 2013 | Machete gyilkol     | Machete Kills                   | Madame Desdemona                    | Pokorny Lia         | Robert Rodríguez        |
| 2014 | A séf               | Chef                            | Inez                                | Pikali Gerda        | Jon Favreau             |
| 2015 | Joker               | Wild Card                       | D. D.                               | Pikali Gerda        | Simon West              |
| 2015 | Csábítunk és védünk | Hot Pursuit                     | Daniella                            | Pikali Gerda        | Anne Fletcher           |
| 2017 |                     | The Female Brain                | Lisa                                |                     | Whitney Cummings        |
| 2017 | Az Emoji-film       | The Emoji Movie                 | Flamenca                            | Peller Anna         | Tony Leondis            |
| 2018 | Gyémánthajsza       | The Con Is On                   | Vivien                              | Peller Anna         | James Oakley            |
| 2018 | Bent – Becstelenek  | Bent                            | Rebecca                             | Náray Erika         | Robert Moresco          |
| 2019 |                     | Bottom of the 9th               | Angela Ramirez                      |                     | Raymond De Felitta      |
| 2021 | Koati               | Koati                           | Zaina (hangja)                      | Solecki Janka       | Rodrigo Perez-Castro    |
| 2024 |                     | This Is Me... Now: A Love Story | Rák                                 |                     | Dave Meyers             |
| 2024 | Gru 4.              | Despicable Me 4                 | Valentina (hangja)                  | Pikali Gerda        | Chris Renaud            |

### Televízió

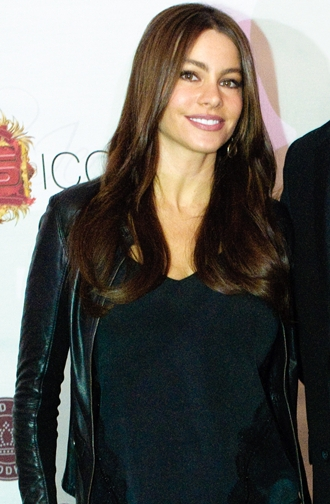
2011-ben

| Év        | Magyar cím            | Eredeti cím               | Szerep                                  | Megjegyzések                                                                          |
| --------- | --------------------- | ------------------------- | --------------------------------------- | ------------------------------------------------------------------------------------- |
| 1995      |                       | Acapulco, cuerpo y alma   | Irasema                                 | telenovella (3 epizód)                                                                |
| 1995–1998 |                       | Fuera de Serie            | önmaga                                  | házigazda                                                                             |
| 1999      |                       | A que no te Atreves       | önmaga                                  | házigazda                                                                             |
| 1999      | Baywatch              | Baywatch                  | önmaga                                  | 1 epizód                                                                              |
| 2002      | Életem értelmei       | My Wife and Kids          | Selma                                   | 1 epizód                                                                              |
| 2004      |                       | Eve                       | April Pérez                             | 1 epizód                                                                              |
| 2004      |                       | Rodney                    | Carmen                                  | 1 epizód                                                                              |
| 2005      |                       | Hot Properties            | Lola Hernández                          | 13 epizód                                                                             |
| 2005      | Punk’d – SztÁruló     | Punk’d                    | önmaga                                  | 1 epizód                                                                              |
| 2007      | Törtetők              | Entourage                 | falusi lány                             | 1 epizód                                                                              |
| 2007      |                       | Amas de casa desesperadas | Alicia Oviedo                           | 23 epizód                                                                             |
| 2007      | A Mick Jagger projekt | The Knights of Prosperity | Esperanza Villalobos                    | főszereplő (13 epizód)                                                                |
| 2007      | Édes, drága titkaink  | Dirty Sexy Money          | Sofía Montoya                           | 4 epizód                                                                              |
| 2008      |                       | Fuego en la sangre        | Leonora Castañeda                       | 9 epizód                                                                              |
| 2008      | A férfi fán terem     | Men in Trees              | Pilar Romero                            | 2 epizód                                                                              |
| 2009      |                       | Dancing with the Stars    | önmaga                                  | vendégszereplő                                                                        |
| 2009–2020 | Modern család         | Modern Family             | Gloria Delgado-Pritchett                | - főszereplő (250 epizód) - magyar hangja: - Pikali Gerda - Náray Erika - Peller Anna |
| 2010      |                       | The Ellen DeGeneres Show  | önmaga                                  |                                                                                       |
| 2011      | Szezám utca           | Sesame Street             | önmaga                                  | vendégszereplő                                                                        |
| 2012      | Saturday Night Live   | Saturday Night Live       | önmaga                                  | vendégszereplő                                                                        |
| 2012      | A Cleveland-show      | The Cleveland Show        | Señora Chalupa / önmaga (hangja)        | 2 epizód                                                                              |
| 2013      | Family Guy            | Family Guy                | virágárus / hispán nő / Gloria (hangja) | 2 epizód                                                                              |
| 2014      |                       | Killer Women              | nem szerepel                            | vezető producer                                                                       |
| 2016      | A Simpson család      | The Simpsons              | Carol Berrera (hangja)                  | 1 epizód                                                                              |
| 2020      |                       | A Modern Farewell         | önmaga                                  | dokumentumfilm                                                                        |
| 2020–     |                       | America’s Got Talent      | önmaga / zsűritag                       | 15. évadtól                                                                           |
| 2024      | Griselda              | Griselda                  | Griselda Blanco                         | - főszereplő - vezető producer - magyar hangja: - Kéri Kitty                          |